# Мустафапаша

Район Мустафапаша на административной карте.

Мустафапаша (тур. Mustafapaşa) — город в центральной части Турции, на территории провинции Невшехир.

## Географическое положение
Мустафапаша расположен в 5 километрах от Ургюп, и в 20 от Гёреме. Абсолютная высота — 1276 метра над уровнем моря

## Население
По данным Института статистики Турции, численность населения Мустафапаши в 2014 году составляла 1501 человек, из которых мужчины составляли 44,5 %, женщины — соответственно 55,5 %.

## История
Во время Османской империей деревня называлась Синасос. До 1924 года большинство населения Мустафапаши составляли греки. В 1850 году 4500 греческих и 450 турецких семей населяло город. В 1923—1924 годах, согласно навязанному кемалистской Турцией на Лозаннской мирной конференции насильственному «обмену населениями», всё греческое население Турции было изгнано в Грецию, а турецкое население Греции в Турцию. После 1924 года Мустафапаша был переименован в честь Ататюрка.

## Экономика
Городская экономика сильно зависит от сельского хозяйства, но город является частью Каппадокии в туристическом регионе Турции, известной как страна фей, средневековых пещерных церквей и монастырей.

## Города-побратимы
- Хильцинген, Германия[6]